# Anelaphus sparsus
Anelaphus sparsus là một loài bọ cánh cứng trong họ Cerambycidae.